# Seßlach
Seßlach város Németországban, azon belül Bajorországban. Lakosainak száma 3942 fő (2023. december 31.). Seßlach Itzgrund és Großheirath községekkel határos.

## Népesség
A település népessége az elmúlt években az alábbi módon változott:
| Lakosok száma | 770  | 923  | 1210 | 3737 | 3962 | 3969 | 3939 | 3966 | 3920 | 3942 |
|               | 1875 | 1950 | 1975 | 1987 | 2012 | 2014 | 2016 | 2017 | 2021 | 2023 |

## Fekvése
Coburgtól nyugatra fekvő település.

### Városrészek
A 17 városrész:  
(fő 2015. július 2-án)
| - Autenhausen (312) - Bischwind (101) - Dietersdorf (426) - Eckersdorf (25) - Gemünda (522) - Gleismuthhausen (99) | - Hattersdorf (133) - Heilgersdorf (454) - Krumbach (74) - Lechenroth (73) - Merlach (83) - Oberelldorf (142) | - Rothenberg (94) - Seßlach (1248) - Setzelsdorf (36) - Unterelldorf (146) - Wiesen (25) |

## Története
A környéket a Türingiai birodalom pusztulása, 531 után frankok népesítették be. A település nevét 800 körül említették először.
1223-ban a település neve „Sezzelaha” néven volt említve egy írásos dokumentumban. Seßlach 1244-ben a merani VIII. Ottó és a Würzburgi egyházmegye közötti konfliktusokban elpusztult.
1335-ben IV. Lajos német-római császár idején bajor Civitas, városi jogokkal.
1399 a seßlachi polgárok csatlakoztak Elfstädtebund ellen a Würzburgi egyházmegyéhez.
A harmincéves háború idején itt is volt néhány fosztogatás és gyújtogatás. 1640-ben a császári csapatok hódításakor sokan megsérültek és hat ember halt meg.
A napóleoni háborúk során Seßlach az beszállásolások miatt sokat szenvedett. Seßlach egy ideig a Würzburgi Nagyhercegséghez tartozott, végül 1810-ben a Bajor Királysághoz került. 1812-ben Kerületi Bíróság alakult a városban (1879 Amtsgericht Seßlach kerületi hivatal Staffelstein). 1840-ben Seßlachnak a fennmaradt adatok szerint 665 lakosa volt.

## Galéria

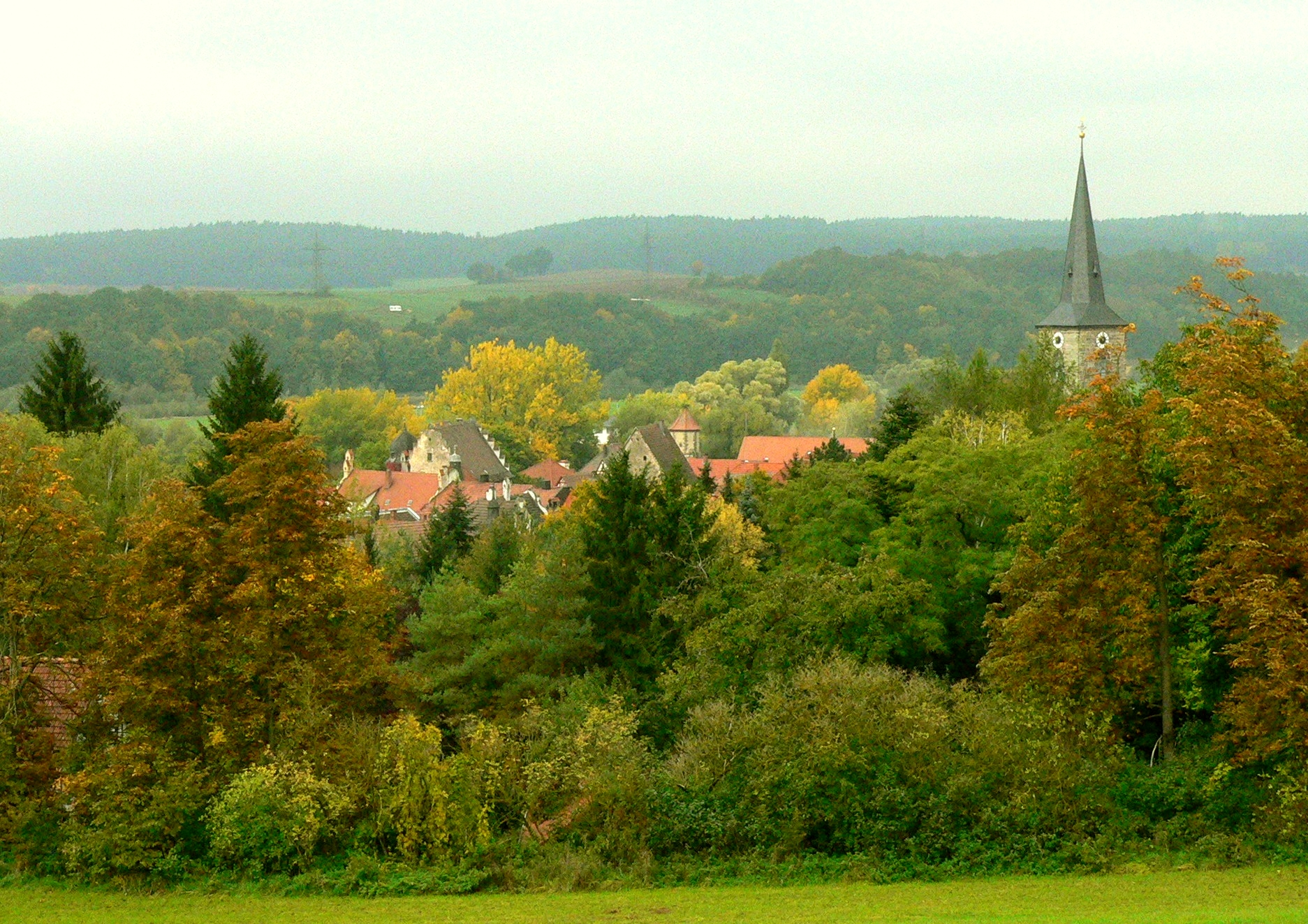
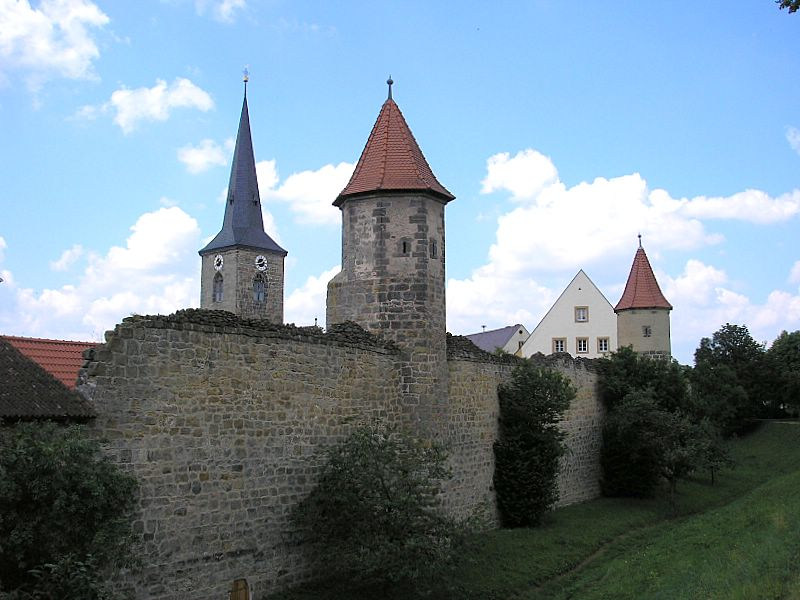
A városfal
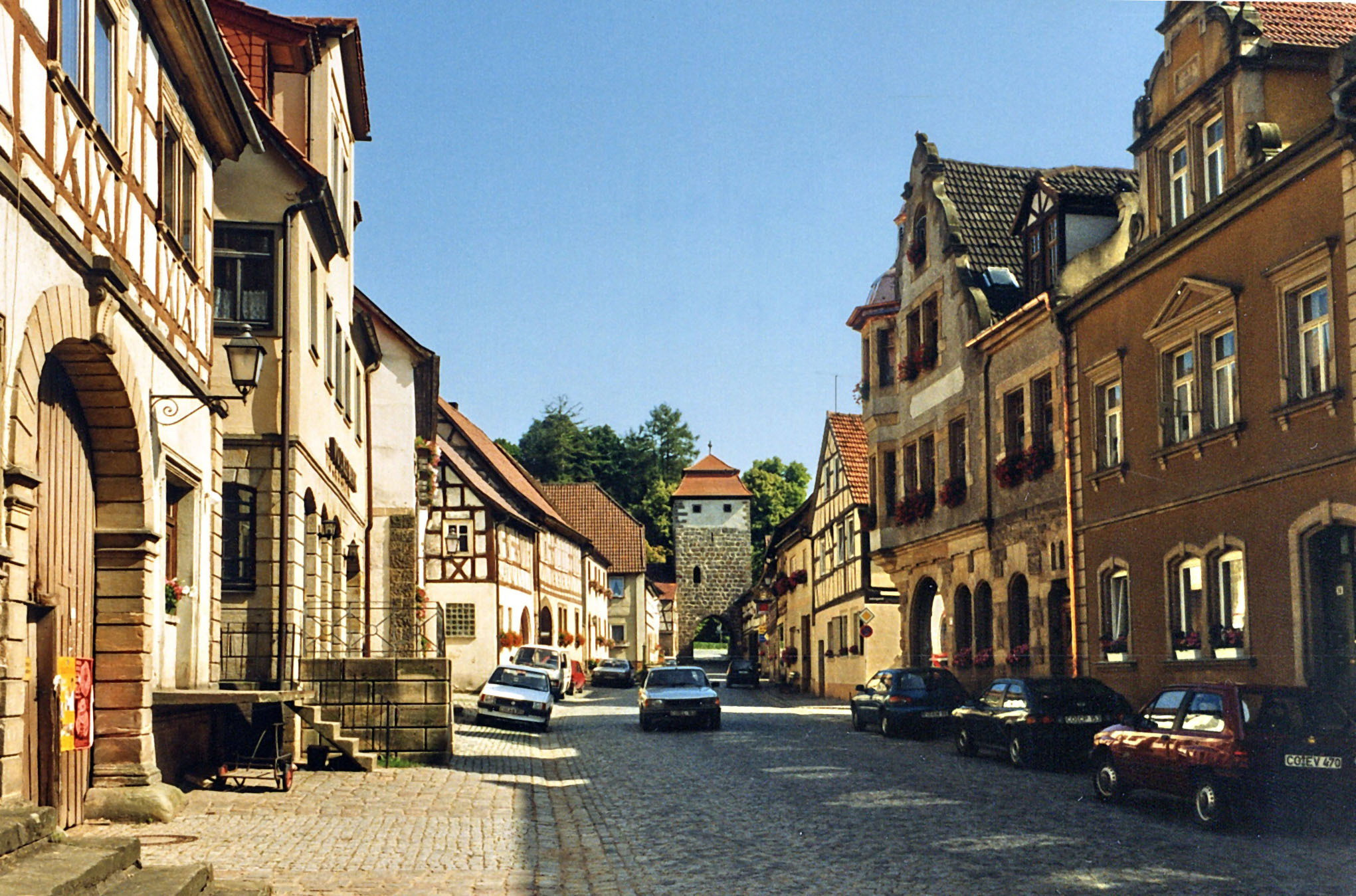
A belváros
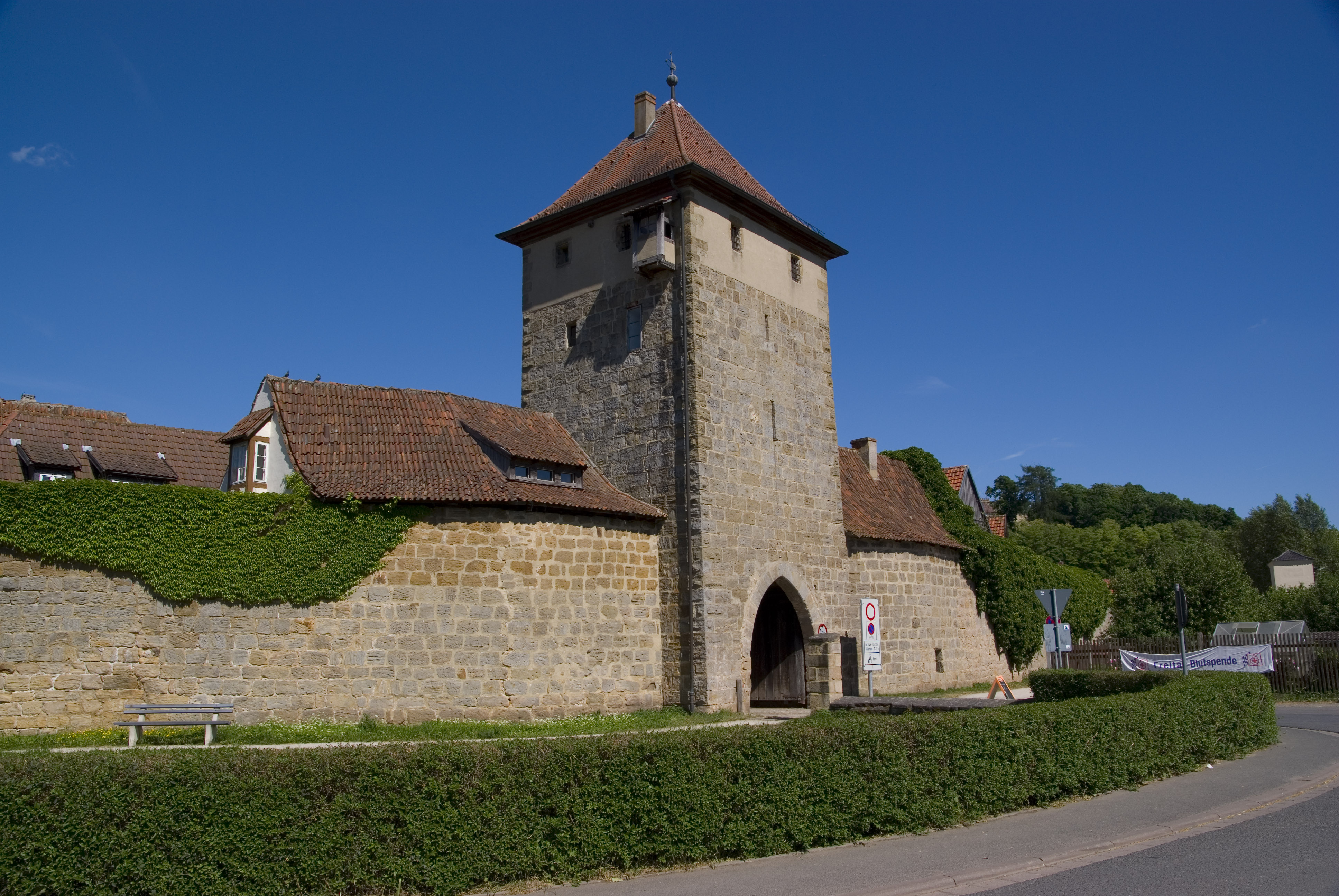
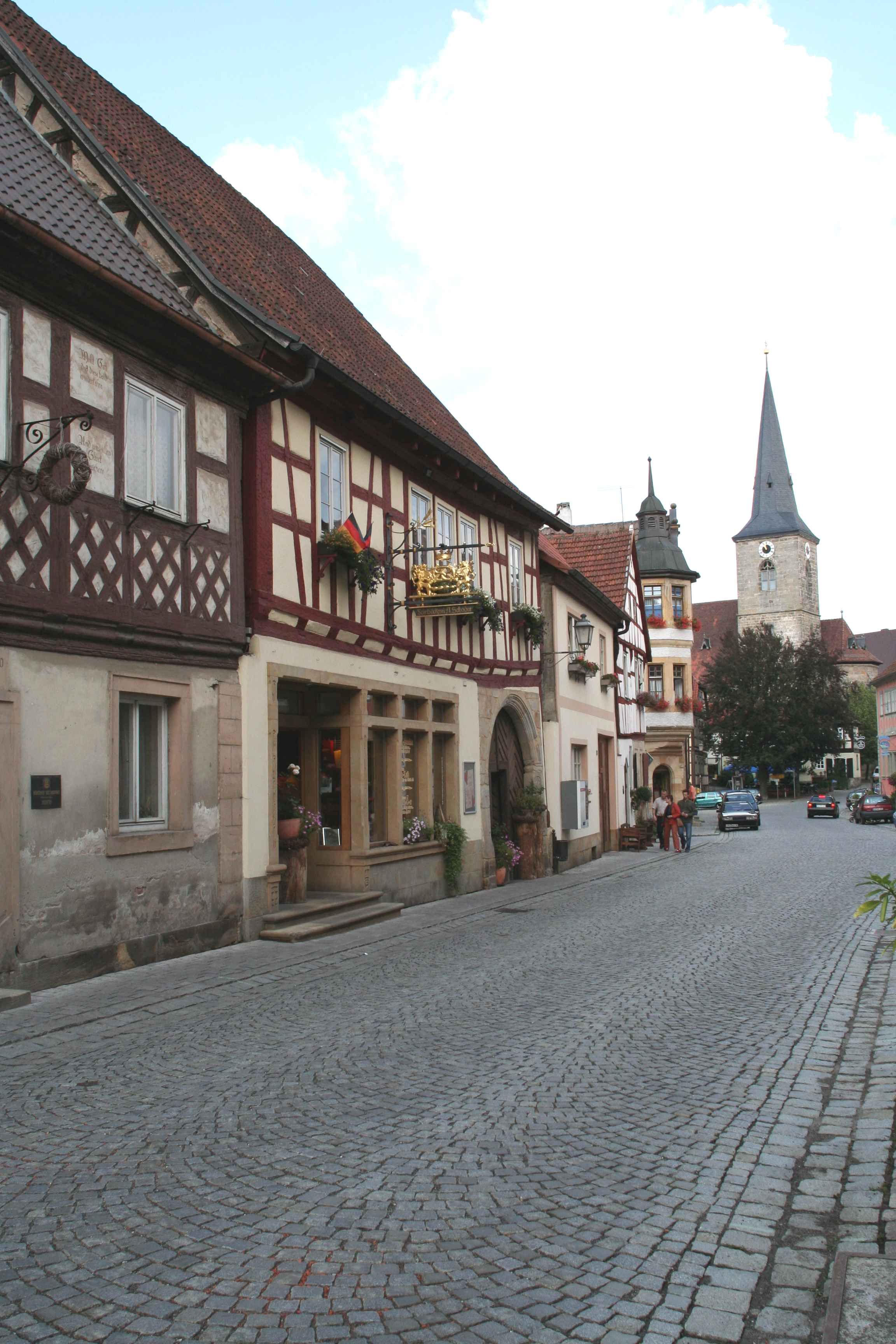
A belváros
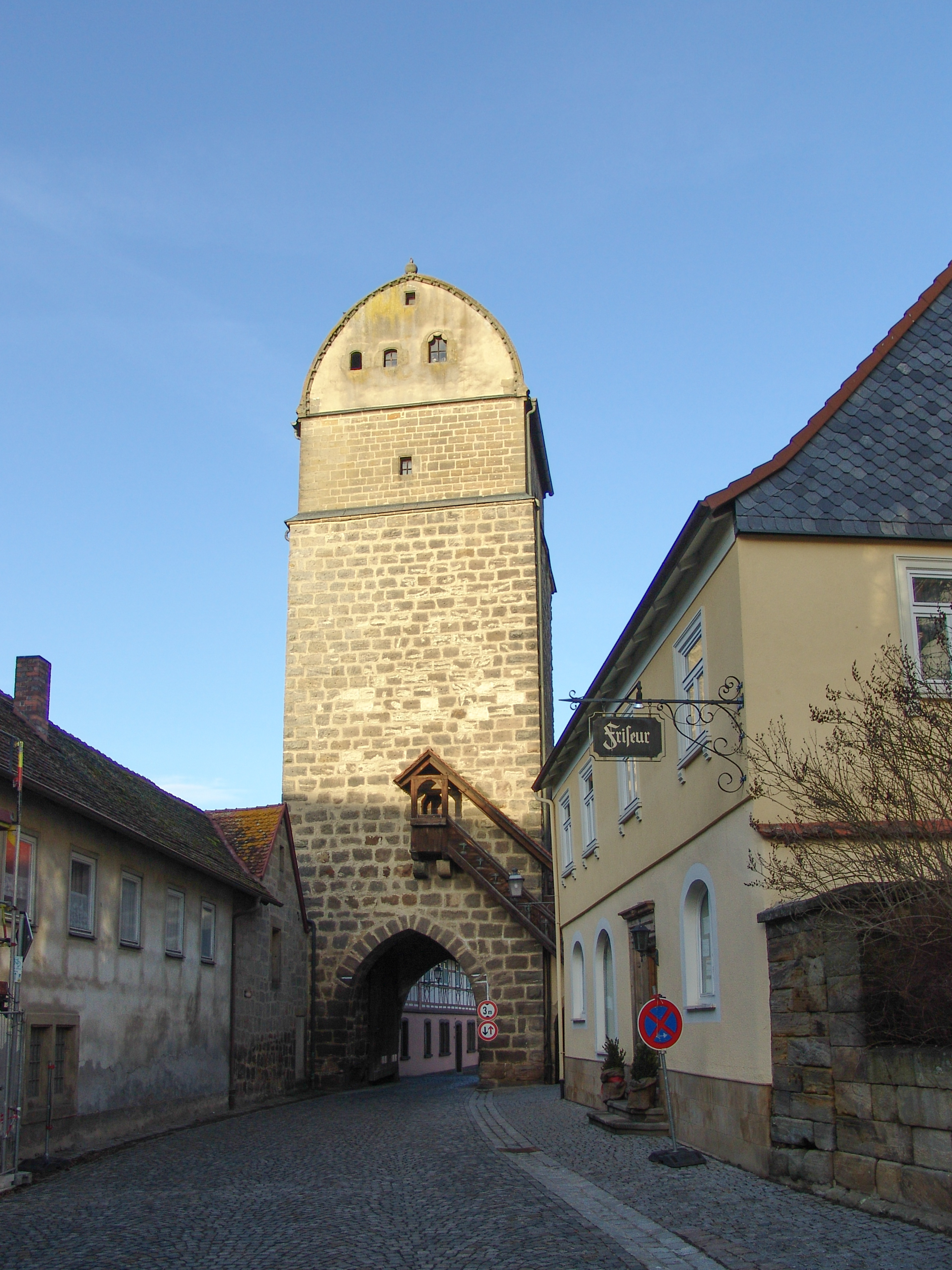
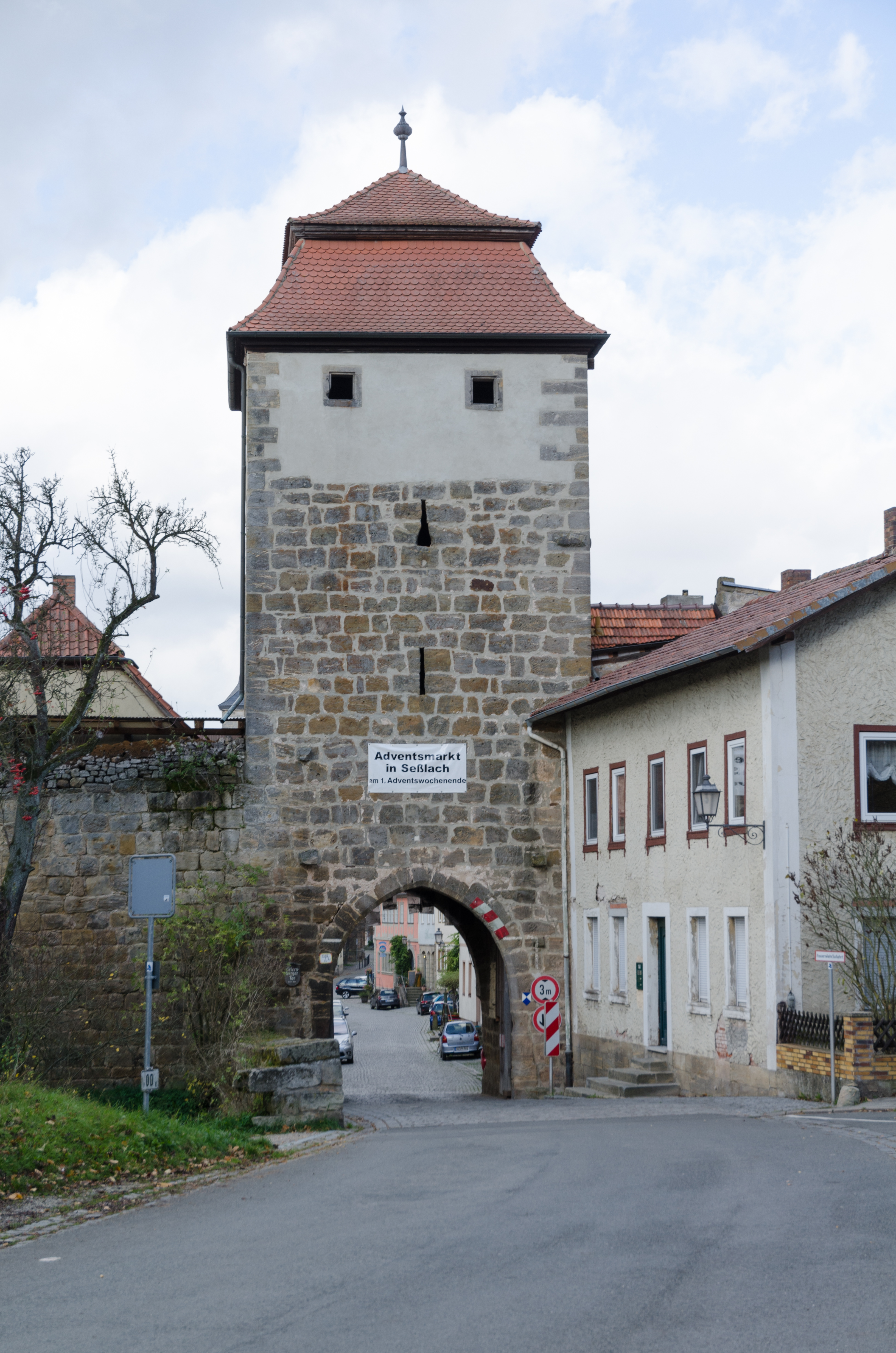
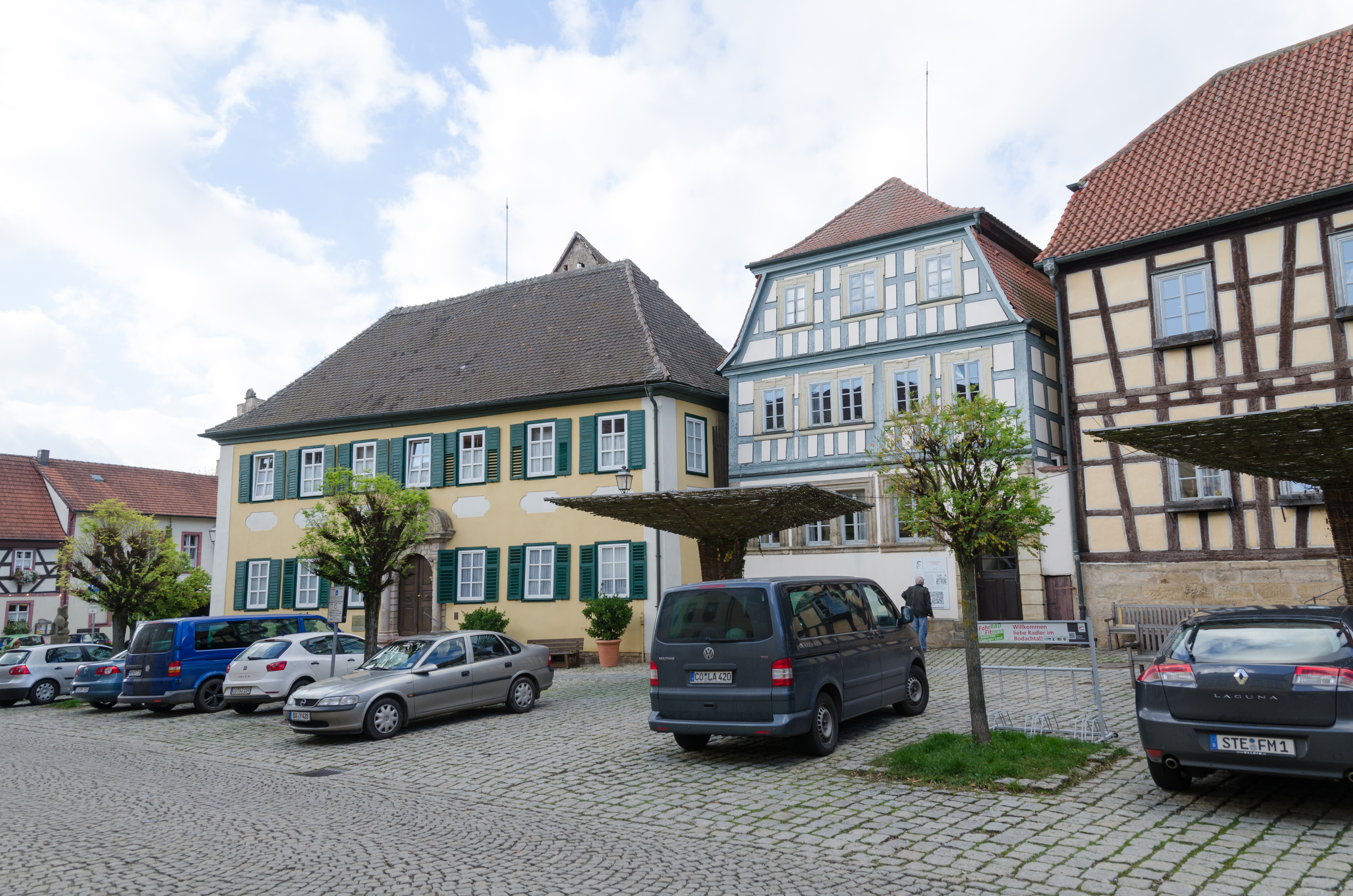
A piactér
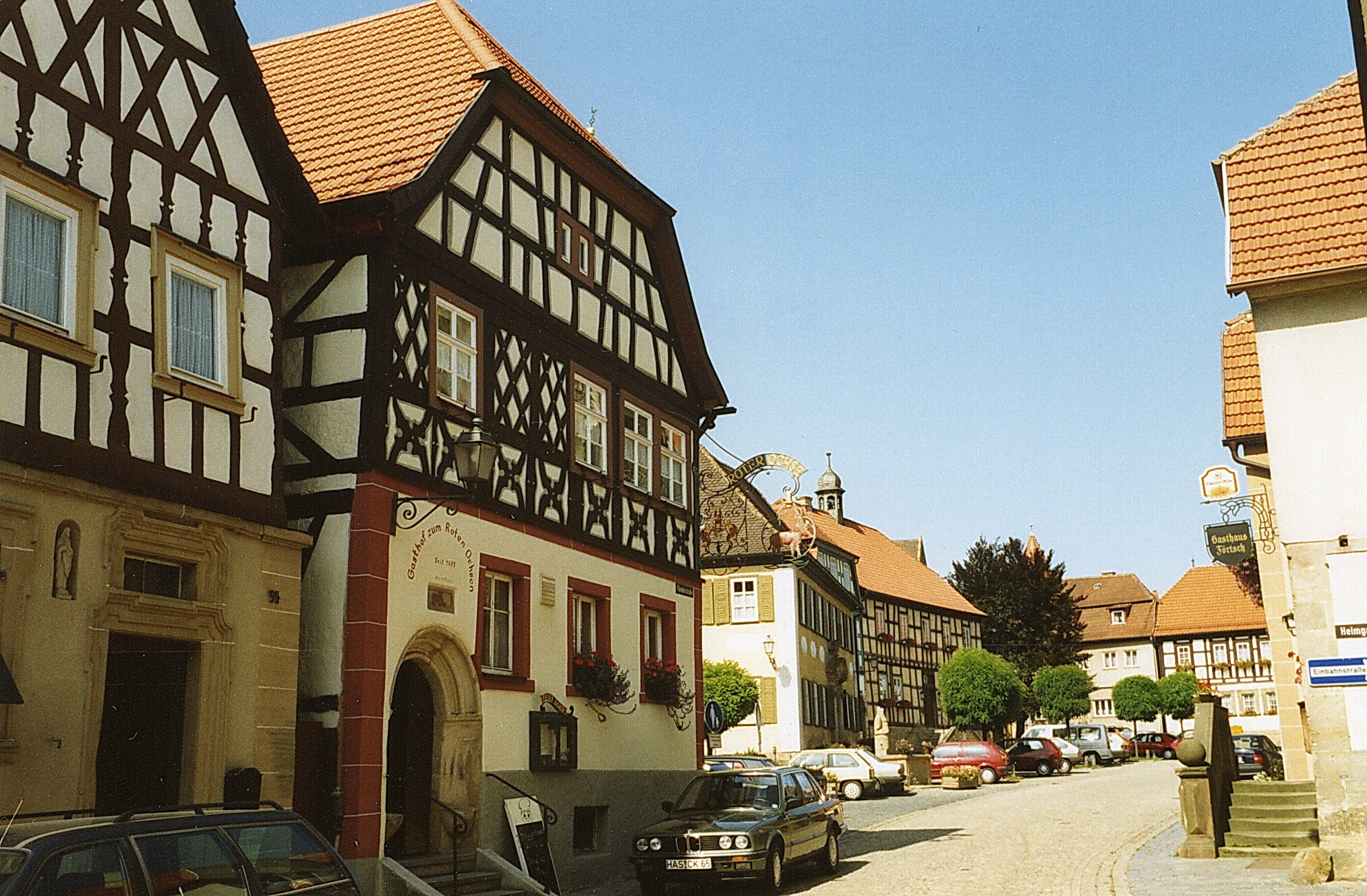
A belváros